# Decamerão: A Comédia do Sexo
Decamerão: A Comédia do Sexo é uma série de televisão brasileira produzida pela Casa de Cinema de Porto Alegre e exibida originalmente pela Rede Globo como especial de final de ano em uma só parte em 2 de janeiro de 2009. Foi exibida em formato de série entre 31 de julho e 21 de agosto de 2009. Foi escrita por Guel Arraes e Jorge Furtado, sob direção geral de Jorge Furtado e Ana Luiza Azevedo e núcleo com Guel Arraes. A série foi totalmente gravada no Rio Grande do Sul e com a parceria da produtora.
Contou com Matheus Nachtergaele, Deborah Secco, Leandra Leal, Daniel de Oliveira, Lázaro Ramos, Fernanda de Freitas, Edmílson Barros e Drica Moraes nos papéis principais.

## Enredo
Velho Spiniellochio, dono de uma grande vinícola, avisa ao filho Tofano que ele só herdará sua fortuna se aceitar se casar com Monna. O patriarca quer garantir o futuro da enfermeira que está a seu lado em seu leito de morte e ignora a paixão do jovem por Isabel. O enterro e o casamento da família são celebrados por Masetto, um falso e divertido padre.
Para consumar a união, Monna pede ajuda aos criados Tessa e Calandrino e promete recompensá-los. Porém, Tofano também recorre ao casal para conquistar Isabel, que está comprometida com Filipinho, e avisa que, se tudo der certo, suas vidas irão mudar.

## Elenco
| Ator                 | Personagem |
| -------------------- | ---------- |
| Matheus Nachtergaele | Tofano     |
| Deborah Secco        | Monna      |
| Leandra Leal         | Isabel     |
| Daniel de Oliveira   | Filipinho  |
| Lázaro Ramos         | Masetto    |
| Drica Moraes         | Tessa      |
| Edmílson Barros      | Calandrino |
| Fernanda de Freitas  | Belisa     |

### Participações especiais
| Ator                  | Personagem         |
| --------------------- | ------------------ |
| Tonico Pereira        | Velho Spinellochio |
| Nelson Diniz          | Abade              |
| Felipe de Paula       | Tenente            |
| Antônio Carlos Falcão | Pastor de Ovelhas  |

## Episódios
| #  | Episódio | Data de exibição | Título original |
| -- | -------- | ---------------- | --------------- |
| 1. | 1-01     | 31 de Julho      | O Espelho       |
| 2. | 2-02     | 7 de Agosto      | O Vestido       |
| 3. | 3-03     | 14 de Agosto     | O Abade         |
| 4. | 4-04     | 21 de Agosto     | O Ciúme         |